# 吳良輔 (正德進士)
吳良輔（1479年—？），字遂卿，山東東昌府濮州觀城縣人，民籍，明朝政治人物。

## 生平
山東鄉試第四十一名舉人。正德十六年（1521年）中式辛巳科會試第八十名，登第三甲第四十七名進士。嘉靖元年（1522年）授武进知县。

## 家族
曾祖吳雲；祖父吳祥，曾任巡檢；父吳賓，曾任學正。母劉氏。慈侍下。弟良弼。